# Mulranny
Mulranny (an Mhala Raithní en irlandais) est une ville du comté de Mayo en république d'Irlande. Elle se situe sur un isthme entre les baies de Clew et de Blacksod.
Suite de l'article (sauf littérature), en provenance de l'article anglais de Wikipédia.
Mulranny, située au pied de la chaîne de montagnes Nephin, possède un certain nombre de plages arborant le pavillon bleu et un lagon côtier. La péninsule de Corraun, qui contient trois sommets montagneux, est située en face de la baie de Clew.

## Transport
Mulranny est situé sur la route secondaire nationale N59. Les lignes de bus desservant la région comprennent le Bus Éireann, route 450 (Dooagh-Westport-Louisburgh) et la Local Link, route 978 (Castlebar-Belmullet).

## Tourisme
Mulranny se trouve sur la Great Western Greenway, qui s’étend sur 42 km entre Westport et Achill. En 2011, elle a été lauréate d’un prix "Destinations européennes d’excellence".
Un type de bruyère, l’Erica erigena, qui est unique à la région, est célébré pendant le festival annuel estival « Mulranny Mediterranean Heather ».

## Littérature
Mulranny est le théâtre de deux romans d'Agnès Martin-Lugand.
- Les gens heureux lisent et boivent du café.
- La vie est facile, ne t'inquiète pas.